# Převěj

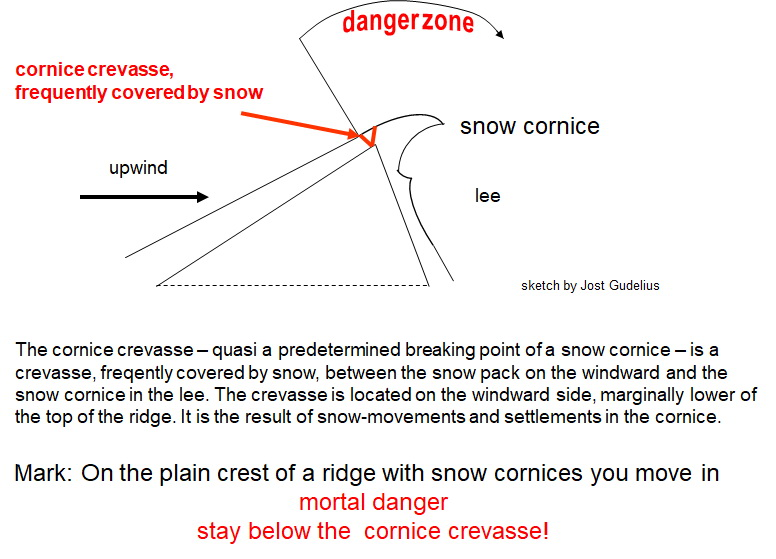
Schéma převěje, jejích částí, formativních sil a nebezpečné zóny

Převěj je přečnívající okraj sněhu na horském hřebenu nebo na stranách žlebu. Vzniká převíváním sněhu přes ostré terénní rozhraní. Na něm se sníh zachycuje a ukládá. Převěje se tvoří na závětrné straně hřebene, nebo na jeho strmější straně.
Převěje jsou rizikovým prvkem při pohybu v horském terénu. Při pohybu po jejich povrchu může dojít k jejich odlomení a pádu do propasti. I pokud nedojde k utržení převěje, mezi ní a terénem se tvoří mezera zakrytá slabou sněhovou pokrývkou, kterým může osoba pohybující se po tomto rozhraní propadnout. Tato mezera bývá špatně vizuálně identifikovatelná, což ztěžuje volbu bezpečné trasy. Bezpečnostním pravidlem je pohybovat se na opačné straně hřebene, než se převěj tvoří, a to v dostatečné vzdálenosti od terénní osy hřebene.
Převěje tvoří také riziko v lavinovém terénu, jejich uvolnění a pád může vyvolat lavinu. Převěje jsou zvláště náchylné k utržení po předchozím oteplení.
Mezi horolezce, kteří zemřeli při utržení převěje, nebo propadem mezi převějí a terénem, patří například Hermann Buhl, Fritz Kasparek, nebo Alfred von Pallavicini.

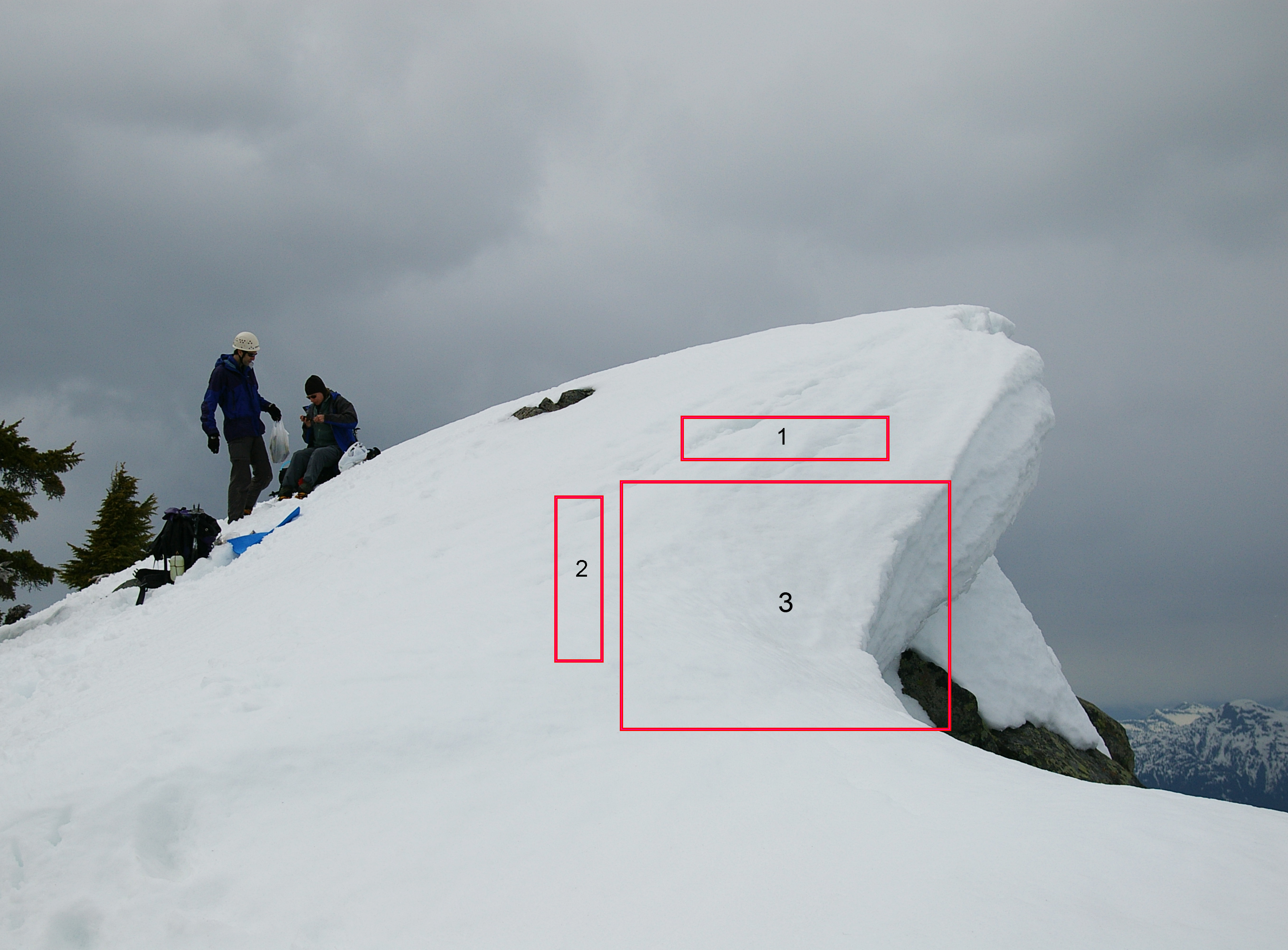
Převěj ukládaná na závětrné straně hřebene. 1) zachycené praskliny ve sněhu, 2) nová hrana poté, co část převěje sjela, 3) část převěje, která sjela bezprostředně po pořízení fotografie
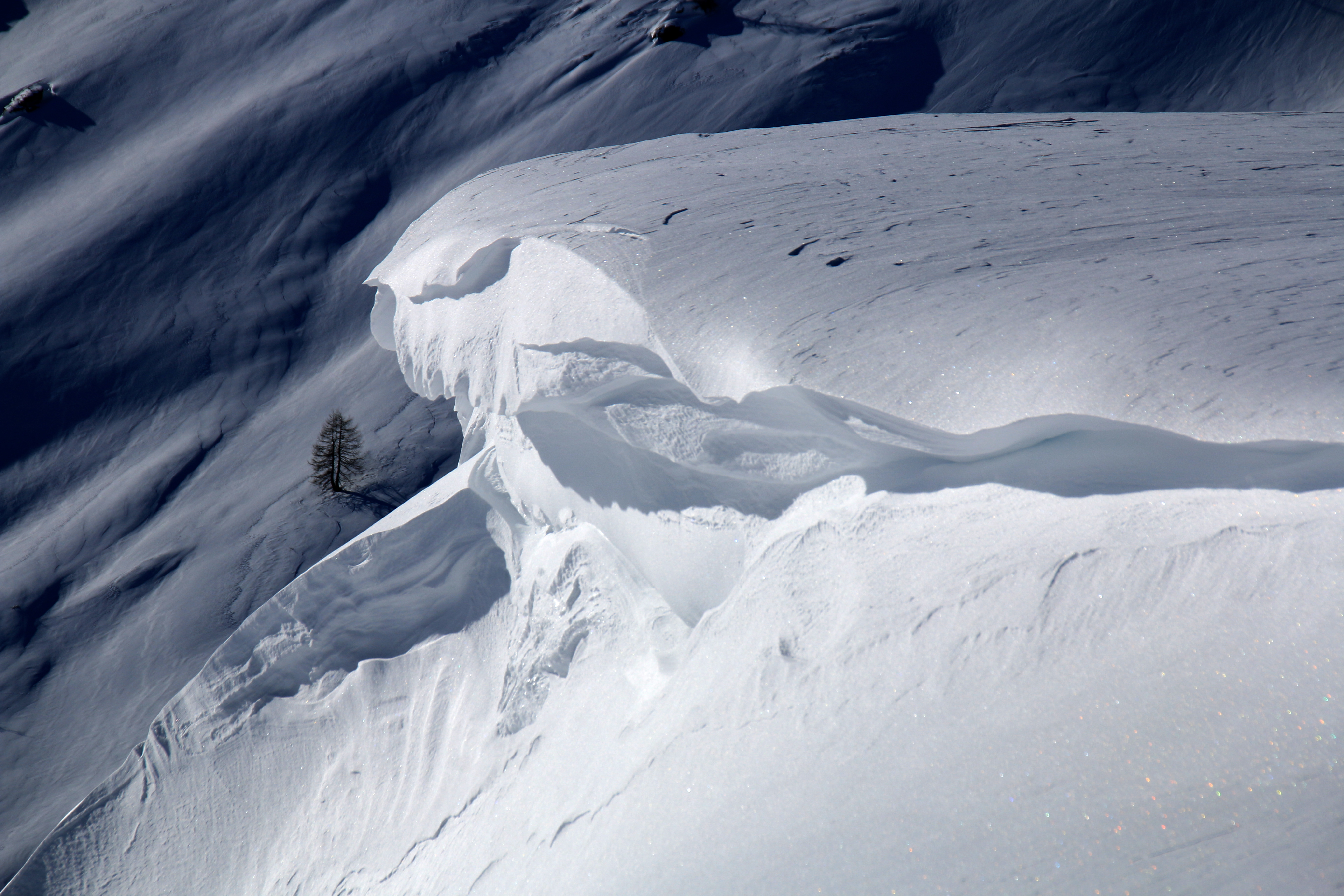
Mohutná převěj na Simplonpassu
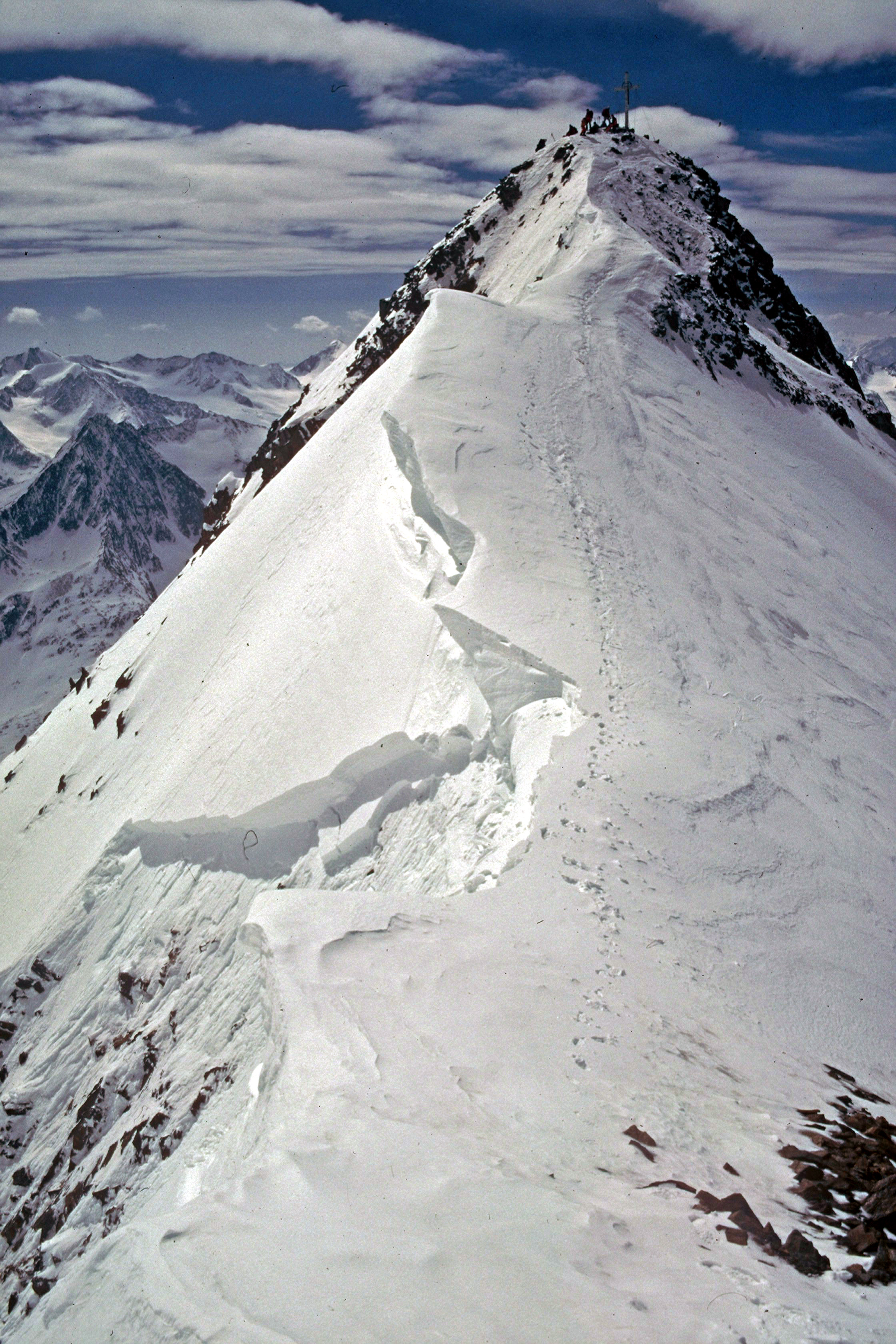
Převěj na Wildspitze. Část převěje je utržená horolezcem (19. dubna 1997), bez tragických následků. její pád způsobil lavinu. Na stejném místě došlo ke smrtelné nehodě 4. dubna 2009.
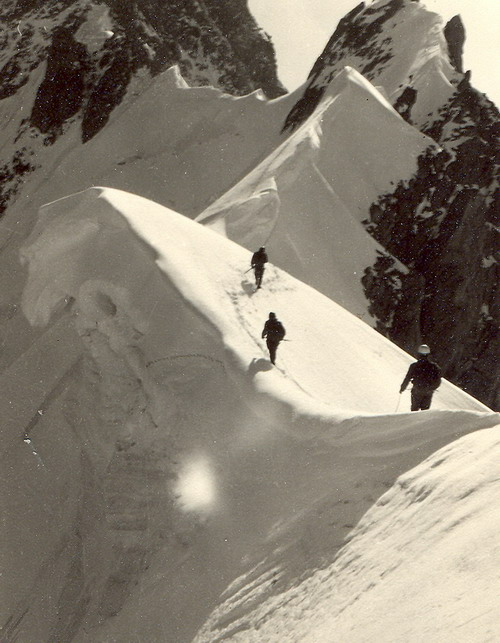
Převěje na hřebeni Rochefort ve skupině Mont Blanc. Vždy ční na prudší stranu hřebene.